# Godefroy Durand

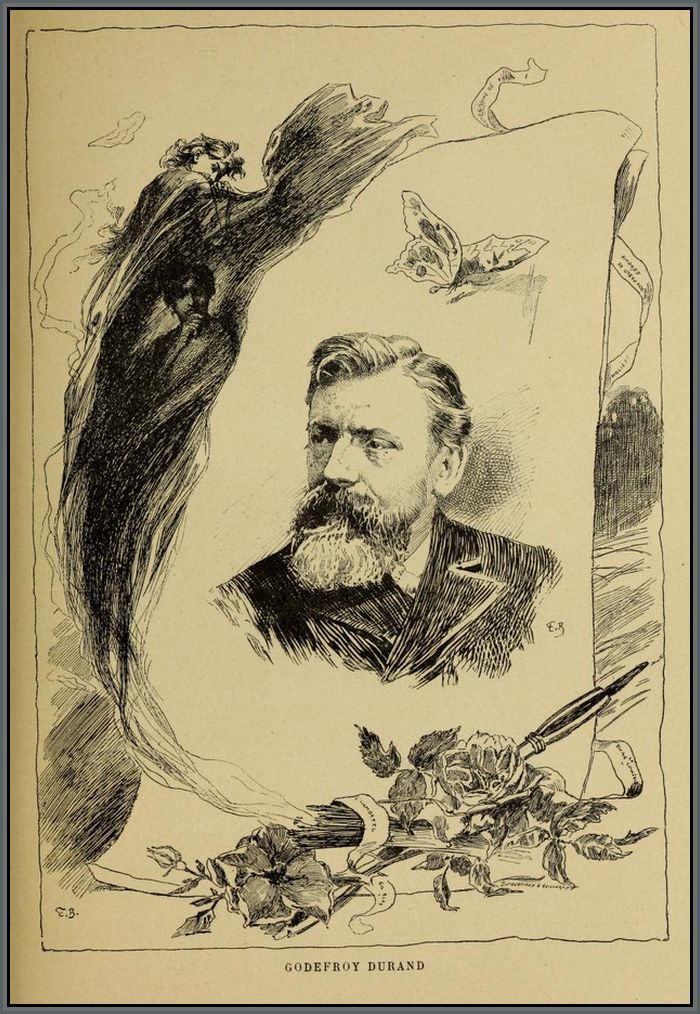
Godefroy Durand, gezeichnet von Émile Bayard

Godefroy Durand (* 1832 in Düsseldorf; †  27. September 1896 in Paris) war ein französischer  Illustrator und Zeichner, der in Frankreich und Großbritannien wirkte.

## Leben

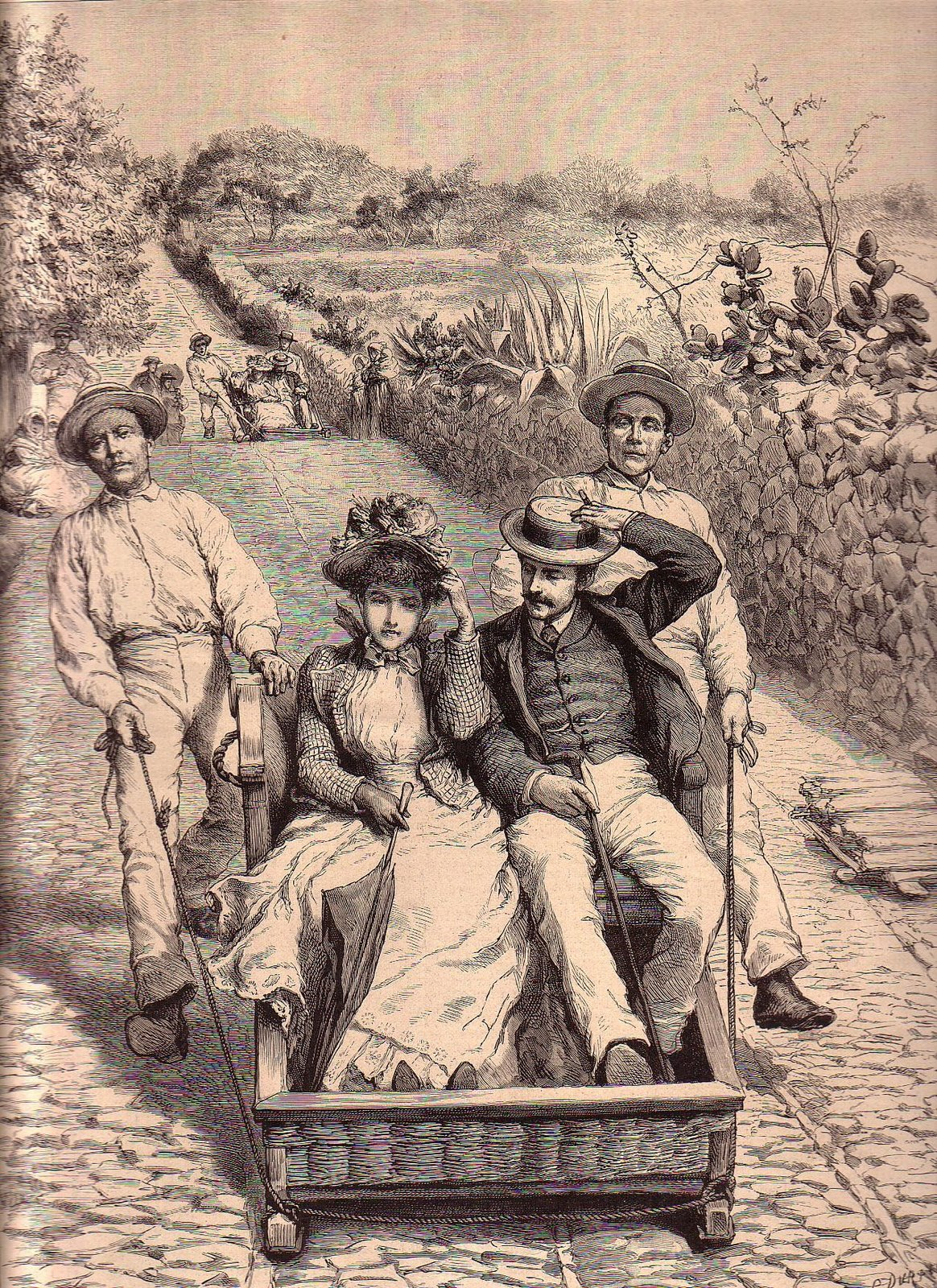
Winteraufenthalt im sonnigen Süden: Eine Rutschfahrt in Madeira, Illustration aus The Graphic, Ausgabe vom 28. Januar 1893

Durand wurde als Kind französischer Eltern in Düsseldorf geboren. 1835 kam er nach Paris, wo er später als Schüler von Léon Cogniet eine künstlerische Ausbildung erhielt. Er wurde Illustrator und arbeitete für die Zeitschriften L’Illustration, L’Univers Illustré, Le Monde illustré und Le Journal Illustré in Paris. Auch für die in Leipzig erscheinende Illustrirte Zeitung zeichnete er. 1869 zog er nach London, wo er fortan den größten Teil der beruflichen Karriere erlebte. 1870 wurde er Mitarbeiter der Zeitschrift The Graphic und avancierte zu deren erstem und wichtigstem Illustrator. Seine Illustrationen finden sich auf ihren wöchentlichen Veröffentlichung sowie auf Sonderausgaben für Feiertage. Zahlreiche Illustrationen zeigen Pferde, militärische und revolutionäre Sujets und Veduten aus fremden Ländern. 1873 hatte er eine Ausstellung in der Royal Society of British Artists. 1882 starb seine Ehefrau Emily. Königin Victoria beauftragte ihn 1889, eine Szene der Hochzeit ihrer Tochter Prinzessin Louise darzustellen.